# 义隆永镇
义隆永镇，是中华人民共和国内蒙古自治区通辽市奈曼旗下辖的一个乡镇级行政单位。

## 行政区划
义隆永镇下辖以下地区：
义隆永村、太和德村、北偏坡营子村、南偏坡营子村、朱家杖子村、团山洼村、张家洼子村、二八地村、四合村、农场村、谢举营子村、小东沟村、西地村、五家村、南梁村、大营子村、方家营子村、西三道古街村、东大沟村、西梁村、大东沟村、三合村和东湾子村。